# Hamadryas
Hamadryas Comm. ex Juss. – rodzaj roślin należący do rodziny jaskrowatych (Ranunculaceae Juss.). Obejmuje 5 gatunków występujących naturalnie w południowej części Ameryki Południowej.

## Systematyka
Pozycja według APweb (2001...) – aktualizowany system APG II
Rodzaj z podrodziny Ranunculoideae Arnott, rodziny jaskrowatych (Ranunculaceae) z rzędu jaskrowców (Ranunculales), należących do kladu dwuliściennych właściwych (eudicots). 
Pozycja w systemie Reveala (1993-1999)
Gromada: okrytonasienne (Magnoliophyta Cronquist), podgromada Magnoliophytina Frohne & U. Jensen ex Reveal, klasa Ranunculopsida Brongn., podklasa jaskrowe (Ranunculidae Takht. ex Reveal), nadrząd Ranunculanae Takht. ex Reveal), rząd jaskrowce (Ranunculales Dumort.), podrząd Ranunculineae Bessey in C.K. Adams, rodzina jaskrowate (Ranunculaceae Juss.).
Wykaz gatunków
- Hamadryas argentea Hook.f.
- Hamadryas delfinii Phil. ex Reiche
- Hamadryas kingii Hook.f.
- Hamadryas magellanica Lam.
- Hamadryas sempervivoides Sprague